# Marcel Cherrier
Pour les articles homonymes, voir Cherrier.
Marcel Cherrier, né le 3 novembre 1901 à Bourges (Cher) et mort le 22 août 1985 à Bourges (Cher), est un homme politique français. Membre du Parti communiste français, il est député du Cher de 1945 à 1958.

## Biographie
Fils d'un ouvrier de Bourges, il exerce, comme son jeune frère René, le métier d'ajusteur à l'école centrale de pyrotechnie de Bourges. Il se syndique très vite, dès l'âge de 16 ans, et participe aux grèves de mai 1918. Il sera ensuite actif au sein du syndicat CGTU de l'école.
Ce n'est qu'après son service militaire, en 1923, qu'il adhère au Parti communiste. Secrétaire de cellule l'année suivante, il est ensuite membre du bureau fédéral du Cher, puis du bureau régional, en 1930.
Après la réunification syndicale, il devient secrétaire du syndicat CGT des établissements militaires de Bourges.
Mobilisé en 1939, il est à son retour à la vie civile, révoqué de ses fonctions par le régime de Vichy. Il participe alors à l'animation du parti communiste clandestin dans le Cher avec Louis et Angèle Chevrin. Fin 1943, il devient responsable régional du parti, sur une zone qui couvre cinq départements. Du fait de son engagement dans la résistance, sa femme est arrêtée, torturée, puis déportée à Ravensbrück. Par la suite, Marcel Cherrier lui apportera soutien et soins constants. A la Libération, Marcel Cherrier est décoré de la Médaille de la Résistance.
Président du comité départemental de libération du Cher, il est nommé conseiller municipal provisoire de Bourges en septembre 1944, puis est élu à ce mandat en 1945, réélu en 1947 et 1953.
Il est aussi, jusqu'en 1949, secrétaire fédéral du PCF.
Candidat en deuxième position, derrière Henry Lozeray, sur la liste communiste du Cher pour l'élection de la première constituante, en octobre 1945, il est élu député. Il est réélu dans les mêmes conditions en juin, puis novembre 1946. En 1951, puis en 1956, il est réélu comme tête de liste.
A l'assemblée, il défend les positions du PCF, avec une certaine radicalité, comme lorsqu'en 1951, il dénonce à la tribune De Gaulle comme un « fasciste ».
Il est aussi un député particulièrement actif, développant une certaine expertise dans le domaine de pensions, ce qui lui vaut d'être à plusieurs reprises désigné comme rapporteur de la commission des pensions.

## Détail des fonctions et des mandats
Mandats parlementaires
- 21 octobre 1945 - 10 juin 1946 : Député du Cher
- 2 juin 1946 - 27 novembre 1946 : Député du Cher
- 10 novembre 1946 - 4 juillet 1951 : Député du Cher
- 17 juin 1951 - 1er décembre 1955 : Député du Cher
- 2 janvier 1956 - 8 décembre 1958 : Député du Cher